# Myriam Fares
Myriam Fares (en árabe: ميريام فارس) es una cantante libanesa de música árabe.

## Biografía
Nació en Kfar Shlel, una gran aldea del sur de Líbano, cerca de Kfar Hatta.
Fue a clases de ballet desde los cinco años, y a los nueve ganó el primer puesto en Tele-Liban (Al Mawahib Al Saghira) en danza oriental. Se inscribió en la National Conservatory of Music, donde estudió música durante cuatro años. 
A los dieciséis participó en el Festival de la Canción del Líbano, donde ganó el primer puesto.
A los diecisiete participó en Studio el Fan 2000 en representación del distrito del sur del Líbano y ganó el primer puesto. A los veintiún años, firmó su primer contrato discográfico con Music Máster Internacional, y lanzó su álbum debut, "Myriam", el 21 de octubre de 2003. Su vídeo musical de la canción "Ana Wel Shouk" se convirtió en uno de los más populares.
Lo siguiente que hizo fue lanzar su segundo vídeo musical, "La Tis'alni", dirigido por Salim. En él, Fares interpreta a dos personajes diferentes. Fue nombrada "Mejor artista femenina" durante su gira promocional por Egipto. En 2008, lanzó "Bet'oul eih", su tercer álbum publicado con el sello Melody Music, un disco caracterizado por su mayor variedad musical, pues incluía canciones en dialectos egipcio, libanés, y por primera vez, en dialecto khaleji (dialecto del árabe que se habla en los países del Golfo Pérsico). Después, fue elegida para aparecer en anuncios del champú Sunsilk y los lentes de contacto Freshlook. Myriam actuó por vez primera en la versión película de la obra teatral de Rahbani Silina.
En 2011, Myriam abandonó su discográfica y creó la suya propia, en la que publicaría sus siguientes trabajos musicales.

## Discografía
| Año  | Nombre del álbum (en español) | Nombre en árabe | Sello        |
| ---- | ----------------------------- | --------------- | ------------ |
| 2003 | Myriam                        | ميريم           | Melody Music |
| 2005 | Nadini (llámame)              | ناديني          | EMI          |
| 2008 | Bet'oul Eih (Qué dices?)      | بتقول أيه       | Melody Music |
| 2011 | Min Oyuni (En mis ojos)       | من عيوني        | Myriam Music |
| 2015 | Aman                          | آمان            | Myriam Music |
| 2021 | Myriam Fares                  | ميريام فارس     | Myriam Music |